# Ольховатка (Кобелякская городская община)
Ольхова́тка (укр. Вільховатка) — село, Кобелякская городская община, Полтавский район, Полтавская область, Украина.
Код КОАТУУ — 5321885401. Население по переписи 2001 года составляло 747 человек.

## Географическое положение
Село Ольховатка находится на левом берегу реки Ворскла в начале её дельты, ниже по течению на расстоянии в 4 км расположено село Шевченки.

## История
В 1946 году указом ПВС УССР село Ханделеевка переименовано в Ольховатку.

## Известные уроженцы
- Тихон Клименко — Герой Советского Союза.
- Александр Максименко — советский и украинский живописец. Лауреат Сталинской премии III степени (1948).